# 阿爾斯特倫症候群
阿尔斯特伦症候群，亦常稱為Alstrom氏症候群，是一罕見的遺傳性疾病，患者的基因突變使身體在嬰兒時使器官產生異常，包括失明、失聰、糖尿病、肥胖等。ALMS1基因與此症有相關。
其發生率為一百萬分之一，全球只有近1000宗個案。在大中華區域合計至少有七十多位患者，於香港的患者不足4人。
本症在華人地區較晚獲關注，至2019年，才有首份相關研究。
遺傳方面，其遺傳方式為體染色體隱性遺傳。

## 外部連結
- Alstrom綜合症大中華協會 （页面存档备份，存于）
- Alstrom 氏症候群-香港罕見疾病聯盟 （页面存档备份，存于）